# Paradrymonia congesta
Paradrymonia congesta är en tvåhjärtbladig växtart som först beskrevs av Oerst., och fick sitt nu gällande namn av Wiehler. Paradrymonia congesta ingår i släktet Paradrymonia och familjen Gesneriaceae. Inga underarter finns listade i Catalogue of Life.